# 太田公秀
太田 公秀（おおた ただひで、1899年（明治32年）2月10日 - 1987年（昭和62年）3月19日）は、大日本帝国陸軍軍人。最終階級は陸軍少将。功四級

## 経歴
1899年（明治32年）に東京府で生まれた。陸軍士官学校第32期、陸軍大学校第39期、東京帝国大学政治学科卒業。1939年（昭和14年）8月に第27師団参謀長に就任し、日中戦争に出動。1940年（昭和15年）8月1日に陸軍歩兵大佐に進級。同年10月22日に第6軍高級参謀に転じ、1941年（昭和16年）9月に陸軍大学校教官、1942年（昭和17年）10月に留守第3師団参謀長と歴任。1943年（昭和18年）6月10日に第43師団参謀長に転じ、10月15日に陸軍燃料廠廠員、1944年（昭和19年）3月1日に北スマトラ燃料工廠長を歴任し、太平洋戦争に出征。
1945年（昭和20年）3月1日に陸軍少将進級。東部軍管区司令部附を経て、5月5日に陸軍歩兵学校附となる。6月1日には第50軍参謀長に着任し、青森県で本土決戦に備える中で終戦を迎えた。